# سرطان القنوات الغازية
سرطان القنوات الغازية والمعروف سابقًا بسرطان الأقنية الغازية، هو مجموعة من سرطانات الثدي التي لا تحتوي على «خصائص مميزة محددة». تلك التي لديها هذه الميزات تنتمي إلى أنواع أخرى.
في هذه المجموعة: سرطان متعدد الأشكال، ورم سرطاني مع الخلايا العملاقة اللحمية التي تشبه ناقضات العظم، ورم سرطاني بالميزات المشيمية السرطانية، وسرطانة ذات خصائص ميلاتونية. وهذا التشخيص للإقصاء، مما يعني أنه يجب استبعاد التشخيص لأنواع محددة أخرى.